# 井手麻実
井手 麻実（いで あさみ、1987年1月14日 - ）は、湘南ケーブルネットワークのアナウンサー。四国放送、青森テレビの元アナウンサー。

## 略歴・人物
- 神奈川県茅ヶ崎市出身。高校時代はバレーボールをやっていた。
- 2005年に日本女子大学人間社会学部文化学科へ入学。1年生の時にミス日本女子大学に選ばれた。
- 2006年4月からtvkの情報番組『みんなが出るテレビ』（以下『みんテレ』）に女子大生リポーターとして出演。リポートだけでなく、番組の司会（女子大生MC）をやまだひさしとともに務めた。また、無類のペコちゃん好きで、ペコちゃんの似顔絵を描くのが得意であったことから、ペコちゃんの愛称で親しまれた。
- 2008年9月29日、大学在学中に四国放送へ入社。同期は『Oha!4 NEWS LIVE』（日本テレビ）に「Oha!4 JD」として出演した渡辺理奈恵で、同日より『5時からローカル ゴジカル!』で共演した。
- 2009年3月21日、日本女子大学を卒業。
- 2011年3月22日放送分[1]をもって『5時からローカル ゴジカル!』を卒業。3月末で四国放送を退社し、4月に青森テレビへ移籍した。
- 2017年1月4日、湘南ケーブルネットワークに入社。湘南チャンネルのアナウンサー、ナレーター、各種イベントのMCとして活躍中。

## 出演番組

### テレビ

#### 湘南ケーブルネットワーク（2017年1月- ）
- 情報カフェ！湘南館ワイド（放送中）
- 七夕まつり特別番組「第70回湘南ひらつか七夕まつり」（2022年）
- くらだし!
- Sports fREAK!!
- Go!Go!ベルマーレ
- 大井町議会議員選挙開票速報（2020年）
- 七夕をつなぐ～#エア七夕平塚～
- はなまる2020～新年の抱負を100人に聞きました～
- 第14回湘南国際マラソン
- 〈湘南ベルマーレ徹底応援放送〉Fリーグ2019/2020 第10節湘南ベルマーレvsエスポラーダ北海道　ピッチサイドリポーター
- 生中継!!七夕★LIVE2019
- 第16回湘南よさこい祭り
- 平塚市長選挙・平塚市議会議員選挙・中井町議会議員選挙開票速報（2019年）
- Go!Go!ベルマーレ特別編～2019シーズンに懸ける想い～
- 街道を歩く～みんなのお正月を100人に聞きました!～
- 大井町長選挙/大井町議会議員補欠選挙開票速報（2018年）
- 第13回湘南国際マラソン
- 生中継!!七夕★LIVE2018
- 第15回湘南よさこい祭り
- 年越し番組〈年くる‼︎2018〉
- 第12回湘南国際マラソン
- 生中継!!七夕★LIVE2017
- 第67回湘南ひらつか七夕まつりLIVE
- 第14回湘南よさこい祭り

#### 青森テレビ時代（2011年4月　- 2016年12月）
- おしゃべりハウス（月～火曜、 - ）
- あおもり米Mori-Mori Kitchen
- トコトン韓国
- おしゃべりーの! 日曜指南役
- わっち!!

#### 四国放送時代（2008年9月 - 2011年3月）
- 5時からローカル ゴジカル!（2008年9月29日 - 2011年3月22日）

#### 学生時代
- みんなが出るテレビ（tvk、2006年4月 - 2008年9月）
- ラジかるッ（日本テレビ、2006年6月、「嶋大輔の男の勲章ちょい不良デート」-嶋大輔の相手役として）

### ラジオ

#### 四国放送時代
- バンリク（金曜日担当、2010年4月 - 2011年3月）

### PV
- 山下雄平「新世界」（みんテレの1コーナーだった「Yokohama Music Power」で製作。この作品では顔出し出演の他に得意のイラストを披露している[2]）

## イベント司会
- 日本青年会議所第50回神奈川ブロック大会平塚大会メインフォーラム司会 2022年9月
- かながわCATV情熱プロジェクト自由研究大賞2019表彰式 2019年12月
- 第22回まつだ産業まつり 2019年11月
- パラスポーツパーク！ブラインドサッカー体験教室〜北澤豪氏×高橋健人トークショー〜　 2019年10月
- 湘南国際リレーマラソン 2019年9月
- 第42回まつだ観光まつり　第20回あしがら花火大会  2019年8月
- 第69回湘南ひらつか花火大会  2019年8月
- HANDSIGN手話パフォーマンスLIVE　2019年8月
- 第7回おおい夏祭り　2019年8月
- 第16回湘南よさこい祭りステージパフォーマンスの部　2019年6月
- 第14回湘南国際マラソン記者発表会  2019年5月
- 第6回ひらつか市民スポーツフェスティバル平野早矢香卓球教室 2019年3月
- 神奈川県サッカー協会かながわカンファレンスパネルディスカッション〈神奈川への提言〉2019年3月
- 第95回箱根駅伝東海大学総合優勝祝賀セレモニー 2019年1月
- #hiratsukagood動画コンテスト表彰式 2018年12月
- かながわCATV情熱プロジェクト自由研究大賞2018表彰式 2018年12月
- 第21回まつだ産業まつり 2018年11月
- リトアニアトップアスリートとの「ふれあいフェスタ」2018年10月
- HANDSIGNメジャーデビューシングル発売記念インストアライブinラスカ 2018年9月
- 平塚＆ＭＡＭＡＣＯフェスタVol.1inららぽーと湘南平塚 2018年9月
- 2018ベイスターズOB野球ふれあいファミリーイベントinパレスタひらつか 2018年9月
- 第21回24時間ゆめリレーin湘南ひらつか2018 2018年9月
- 第41回まつだ観光まつり　第19回あしがら花火大会  2018年8月
- 第68回湘南ひらつか七夕まつり祭り　七夕ステージ『神無月ものまねLIVE』　2018年7月
- 第15回湘南よさこい祭りストリートパフォーマンスの部　2018年6月
- 第13回湘南国際マラソン記者発表会  2018年5月
- 2018年シーズン横浜DeNAベイスターズイースタンリーグ平塚球場開催試合スタジアムDJ
- 第5回ひらつか市民スポーツフェスティバルパラスポーツ体験教室  2018年3月
- 湘南平 恋人たちのモニュメント『ainowa』完成記者発表会  2018年3月
- 第20回まつだ産業まつり 2017年11月
- 湘南ベルマーレJ2リーグ優勝祝賀会 2017年11月
- 湘南ベルマーレひらつかまちかどパブリックビューイング 2017年10月
- 第20回24時間ゆめリレーin湘南ひらつか2017 2017年9月
- 第40回まつだ観光まつり　第18回あしがら花火大会  2017年8月
- ｔｖｋハウジングプラザ湘南平塚　湘南ハワイアンフェスタ  2017年7月
- 第14回湘南よさこい祭りストリートパフォーマンスの部　2017年6月
- 「第23回夏季デフリンピック競技大会サムスン」応援テーマソング「HERO（HANDSIGN with 三城千咲）」お披露目LIVE  2017年5月
- 春も七夕！たからいち！！～ひらつかグルメ　大集合～　2017年4月
- 第4回ひらつか市民スポーツフェスティバル「ひらつかドリームスポーツ教室　2017年3月
- 2017年シーズン横浜DeNAベイスターズイースタンリーグ平塚球場開催試合スタジアムDJ

(青森テレビ時代)
- 陸上自衛隊第９師団定期演奏会
- 青森競輪サイクルイベント
- 青森黒石よされ祭り組踊り大賞